# El Triunfo Número Uno
El Triunfo Número Uno är en ort i Mexiko.   Den ligger i kommunen El Mante och delstaten Tamaulipas, i den centrala delen av landet, 300 km norr om huvudstaden Mexico City. El Triunfo Número Uno ligger 69 meter över havet och antalet invånare är 185.
Terrängen runt El Triunfo Número Uno är platt. Runt El Triunfo Número Uno är det ganska glesbefolkat, med 25 invånare per kvadratkilometer. Närmaste större samhälle är División del Norte, 7,5 km sydväst om El Triunfo Número Uno. Omgivningarna runt El Triunfo Número Uno är en mosaik av jordbruksmark och naturlig växtlighet.